# Коваль Микола Петрович
Мико́ла Петро́вич Кова́ль (нар. 9 травня 1946, с. Верхосулка Білопільського району Сумської області — пом. 9 лютого 2018, Харків) — український співак (баритон) і педагог, народний артист України (1999).

## Життєпис
1977 — закінчив Харківський інститут мистецтв (клас О. Костюка).
З 1975 — соліст Харківського театру опери та балету ім. М. Лисенка.
Також З 1990 року викладав у Харківському університеті мистецтв. 2010 року здобув звання професора.
З 2011 — професор кафедри сольного співу.
1999 року удостоєний звання народного артиста України.
Його голос звучав на сценах Німеччини, Франції, Іспанії, Нідерландів.
Пішов з життя 9 лютого 2018 року.

## Партії
- Алеко, Малатеста («Алеко», «Франческа да Ріміні» С. Рахманінова)
- Борис Годунов («Борис Годунов» М. Мусоргського)
- Грязной («Царева наречена» М. Римського-Корсакова)
- Жрець Дагона («Самсон і Даліла» К. Сен-Санса)
- Ебн-Хакіа, Онєгін, Томський, Князь, Ясновельможний («Іоланта», «Євгеній Онєгін», «Пікова дама», «Чародійка», «Черевички» П. Чайковського)
- Ескамільо («Кармен» Ж. Бізе)
- Князь Ігор («Князь Ігор» О. Бородіна)
- Леандр («Любов до трьох апельсинів» С. Прокофʼєва)
- Микола («Наталка-Полтавка» М. Лисенка)
- Ріґолетто, Жермон, Амонасро, Яґо, Родріго («Ріґолетто», «Травіата», «Аїда», «Отелло», «Дон Карлос» Дж. Верді)
- Скарпіа («То́ска» Дж. Пуччіні)
- Султан («Запорожець за Дунаєм» С. Гулака-Артемовського)
- Тоніо, Пролог («Паяци» Р. Леонкавалло)
- Фальк («Летюча миша» Й. Штрауса)
- Шельменко, Бородін («Сват мимоволі», «Пам'ятай мене» В. Губаренка)